# Mjälte

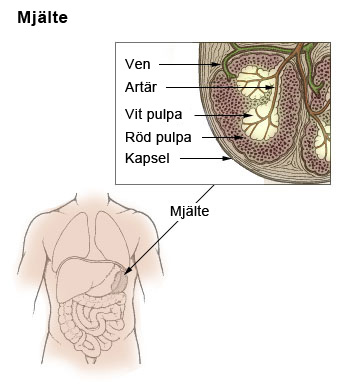
Mjälten.

Mjälten, latin lien, grekiska splen, är ett organ i däggdjurens kropp.
En mänsklig mjälte är ungefär lika stor som en knuten hand och väger hos en vuxen människa lika mycket som ett stort äpple, cirka 150 gram. Den är bönformad och sitter strax framför den vänstra njuren, det vill säga djupt under vänster revbensbåge i mellangärdet.
Mjältens två viktigaste uppgifter är att bryta ner gamla röda och vita blodkroppar samt att producera en typ av vita blodkroppar som vi behöver i vårt immunförsvar. Tillsammans med andra delar av vårt immunsystem ser mjälten också till att det bildas antikroppar, immunglobuliner, som känner igen skadliga bakterier och hjälper till att försvara oss mot infektioner. 
Så kallat håll, som kan uppstå vid kroppsansträngning, kallas ibland mjälthugg. 

## Våld mot mjälten
Sprucken (ruptur) mjälte kan uppstå vid hårt våld mot mjälten, exempelvis vid bilolyckor. För 10-15 år sedan opererades mjälten bort om den hade spruckit, eftersom man ansåg risken för svår inre blödning med förblödning som följd vara hög. Idag låter man de flesta ha kvar sin mjälte trots skadan och övervakar blödningen noggrant under tiden den läker. Läkningen tar cirka tre veckor, och sedan måste den skadade leva ett stillsamt liv cirka tre månader innan mjälten kan anses som återställd. En skadad mjälte kan öka känsligheten för vissa bakterieinfektioner.

## Mjältens anatomi och histologi
Mjälten är hos alla däggdjur belägen till vänster på ryggsidan i bukhålan (under revben IX och XII).  Hos friska vuxna är mjälten knytnävsstor och normalt 12 centimeter lång.
Mjälten omsluts av en kapsel, vars centra det strålar trabekler ut ifrån. Själva mjälten består huvudsakligen av två komponenter: den vita pulpan och den röda pulpan. Utöver dessa två byggs mjälten upp av ett "skelett" i form av bindväv. Bindväven är av sorten retikulär bindväv. Retikulär bindväv återfinns ofta hos organ som liksom mjälten tillhör det lymfatiska systemet, ett system till för att dränera vävnader och med uppgifter i immunsystemet.
Mjältens volym utgörs till 20% av den vita pulpan. Den vita pulpan är en del av kroppens lymfatiska system och är belägen runt mindre artärgrenar och lymfknutar. Själva pulpan består till största delen av lymfocyter, huvudsakligen T-celler. Generellt kan den vita pulpan delas upp i fyra huvuddelar: En central artär, PALS (eng. = periarteriolar lymphoid sheath) som omger centrala artären och innehåller till stor andel T-celler, ett germinalt centrum samt coronan. I det germinala centrumet delar sig lymfocyterna och antikroppar bildas. Corona betyder krans, och består av tätt packade lymfocyter runt det germinala centrumet.
Runt den vita pulpan sitter den röda pulpan. Den består av ett fint nätverk av kapillärer och små venösa hålrum. Som man kan förstå av ovan text är lymfocyter rikligt förekommande och ofta tätt packade i den vita pulpan. Dessa finns, men är mindre förekommande i röd pulpa, som istället har högre förekomst av makrofager. 
Mjältartären förgrenar sig och fortsätter i trabekelartärer vilka går in i den vita pulpan som centralartärer. Från centralartärerna utgår grenar till lymfskidan och försörjer varje nodulus. En del går till marginalzonen men den största går till lymfskidans slut. I den röda pulpan kommer sedan centralartären in som kärl med cirka 25 μm i diameter. Dessa kallas penicillartärer, varav en del fortsätter som kapillärer, varav en del förses med en skida och kallas skidartärer. En del av dessa tömmer sig sedan i den röda pulpans vensinus men de flesta töms direkt i det retikulära nätverket. Från nätverkets sinuskärl överförs sedan blodet in i trabekelvener vilka går samman i mjältvenen som finns i hilus.

## Roll i immunsystemet
I mjälten renas blodet från antigen som fångas upp av dendritceller. Dessa presenterar antigenet för TH-celler som aktiverar B-celler. Detta får B-cellerna att vandra till mjältens marginalzon där de bildar sekundärfolliklar innehållande germinalcentra av sig snabbt delande B-celler.

## Mjälten hos hästar
Mjälten fungerar även som en blodreservoar. Hos hästar i vila  kan upp till 60 procent av blodcellerna, främst röda blodkroppar, lagras i mjälten. Vid adrenalinutsöndring, som exempelvis vid hårt arbete eller rädsla, kontraheras mjälten och tömmer stora mängder blodkroppar till cirkulationen. Hästen kan därmed markant öka syresättningen av kroppen.